# سيرجي كيزيليوف
سيرجي كيزيليوف (بالروسية: Сергей Леонидович Киселёв)‏ هو لاعب كرة قدم روسي في مركز الدفاع، ولد في 31 مايو 1976 في سانت بطرسبرغ في روسيا. لعب مع بالتيكا كالينينغراد ودينامو بريانسك.